# دانشگاه صنعتی قم
دانشگاه صنعتی قم در شهر قم و در استان قم واقع شده‌است. این دانشگاه یک دانشگاهی دولتی وابسته به وزارت علوم، تحقیقات و فناوری است.
نسبت تعداد اعضای هیئت علمی به دانشجو (کارشناسی و تحصیلات تکمیلی) در این دانشگاه در سال ۲۰۱۸، تقریباً ۱ به ۴۰ می‌باشد؛ این در حالی است که میانگین این نسبت در دانشگاه‌های ایران، ۱ به ۳۳ است.
دانشگاه صنعتی قم در طرح پایش سال ۱۳۹۹ رتبه اول اشتغال دانش آموختگان مقطع کارشناسی را بدست آورد.
در این دانشگاه پوشش چادر برای بانوان الزامی است. و این موضوع هرساله در دفترچه انتخاب رشته مقاطع کارشناسی و کارشناسی ارشد ذکر می‌شود. البته این موضوع مختص دانشگاه صنعتی قم نیست و در تمام دانشگاه‌های قم چادر برای بانوان الزامی است.
همه ساله به علت نزدیکی دانشگاه صنعتی قم به پایتخت، سرریز دانشگاه‌های مطرح شهر تهران مانند صنعتی شریف، صنعتی امیرکبیر که رتبه مورد نیاز را بدست نیاوردند، دانشگاه صنعتی قم را انتخاب می‌کنند. و اکثر ورودی‌های این دانشگاه با رتبه‌های خوب وارد این دانشگاه می‌شوند.

## پیشینه
دانشگاه صنعتی قم در سال ۱۳۸۷ با حمایت نمایندگان شهر قم در مجلس شورای اسلامی و رئیس‌جمهور وقت با هدف تربیت و تأمین بخشی از نیروهای متخصص موردنیاز استان و کشور تأسیس شد. ساختمان فعلی دانشگاه به‌طور موقت از سوی بهزیستی استان قم در اختیار دانشگاه قرار گرفته و قرار است در سالهای آتی ساختمان جدید این دانشگاه، در ابتدای آزادراه قم-تهران احداث شود.

## دانشکده‌ها و رشته‌های تحصیلی
دانشگاه صنعتی قم در حال حاضر دارای ۳ دانشکده و ۵۵ عضو هیئت علمی می‌باشد. این دانشگاه در ۱۲ رشته کارشناسی و ۱۵ رشته-گرایش کارشناسی ارشد به شرح ذیل، از طریق آزمون سراسری که توسط سازمان سنجش برگزار می‌شود، دانشجوی روزانه و شبانه می‌پذیرد:

### دانشکده برق و کامپیوتر[۹]
- کارشناسی مهندسی برق (مخابرات، کنترل، قدرت)
- کارشناسی مهندسی کامپیوتر (نرم‌افزار، معماری سیستم‌های کامپیوتری)
- کارشناسی ارشد مهندسی برق (کنترل، سیستمهای قدرت، الکترونیک قدرت و ماشین‌های الکتریکی، مخابرات سیستم، مدارهای مجتمع الکترونیک، مخابرات میدان امواج)
- کارشناسی ارشد مهندسی کامپیوتر (نرم‌افزار)

### دانشکده فنی و مهندسی[۱۰]
- کارشناسی فیزیک مهندسی
- کارشناسی مهندسی صنایع
- کارشناسی مهندسی مکانیک
- کارشناسی مهندسی عمران
- کارشناسی مهندسی پلیمر
- کارشناسی مهندسی انرژی
- کارشناسی ارشد مهندسی صنایع بهینه‌سازی سیستم‌ها
- کارشناسی ارشد مهندسی عمران مکانیک خاک و پی
- کارشناسی ارشد مهندسی عمران محیط زیست
- کارشناسی ارشد مهندسی عمران ژئوتکنیک
- کارشناسی ارشد مهندسی مکانیک طراحی کاربردی
- کارشناسی ارشد مهندسی مکانیک ساخت و تولید
- کارشناسی ارشد مهندسی مکانیک تبدیل انرژی
- کارشناسی ارشد مهندسی پلیمر فراورش

### دانشکده مکانیک[۱۱]
- کارشناسی مکانیک
- کارشناسی انرژی

## فضای آموزشی و امکانات
فضای این دانشگاه بسیاز کوچک است. مساحت آن ۳۱۸۰۰ متر مربع است. و فضای آموزشی آن در ابتدا ۴۰۰۰ متر مربع بوده اما با توجه به ساخت و سازهای ریاست جدید دانشگاه این فضا تا ۳۰ درصد افزایش داشته‌است. با این وجود برای رشد دانشگاه در سال‌های آتی و جذب دانشجوهای بیشتر نیاز به دانشگاهی با فضای آموزشی استاندار است که مسئولین امیدوار هستند با آماده کردن و ساخت سایت اصلی دانشگاه در زمین ۲۴ هکتاری که در کیلومتر ۹ آزاد راه قم-تهران قرار گرفته‌است این مشکل هم برطرف شود.
دانشگاه صنعتی قم یک سالن ورزشی به نام شهید شهریاری با مساحت ۴۵۰ متر مربع دارد. و یک سالن ورزشی دیگر در نزدیکی دانشگاه برای استفاده دانشجویان اجاره کرده‌است. همچنین این دانشگاه در شهریور ۹۹ زمین چمن مصنوعی خود را به مساحت ۱۲۵۰ متر مربع افتتاح کرد.

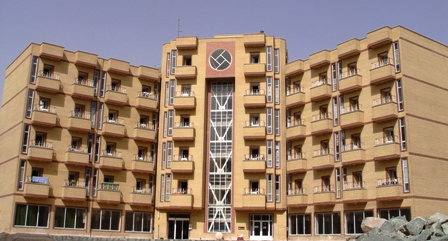
خوابگاه مفید

دانشگاه صنعتی قم خوابگاه ملکی نداشته به همین دلیل برای رفاه حال دانشجویان گرامی طی قراردادی با دانشگاه مفید خوابگاه دانشگاه مذکور را اجاره کرده و با حداقل قیمت در اختیار دانشجویان قرار داده شده‌است. گفتنی است خوابگاه‌های دانشگاه مفید کیفیت یک خوابگاه استاندارد را دارا می‌باشند. ظرفیت خوابگاه به صورت اتاق‌های ۴ نفره و ۸ نفره برای خواهران و ۲٬۴٬۸ نفره برای برادران می‌باشد. با توجه به مسافت خوابگاه تا دانشگاه(۲۰ کلیومتر) پیوسته سرویس ایاب و ذهاب در ساعات مختلف و هماهنگ با برنامه آموزشی دانشگاه، جهت سهولت تردد دانشجویان در نظر گرفته شده‌است. این خوابگاه در نزدیکی منطقه زنبیل آباد قم قرار دارد.

## انجمن‌ها و کانون‌ها[۱۳]

#### انجمن‌های علمی
- انجمن علمی برق
- انجمن علمی کامپیوتر
- انجمن علمی فیزیک مهندسی
- انجمن علمی پلیمر
- انجمن علمی صنایع
- انجمن علمی مکانیک
- انجمن علمی عمران
- انجمن علمی انرژی
- انجمن علمی کار آفرینی
- انجمن علمی IEEE
- انجمن علمی رباتیک

#### تشکل‌های اسلامی
- حوزه بسیج دانشجویی
- انجمن اسلامی مستقل دانشجویان
- جامعه اسلامی دانشجویان

#### کانون‌های فرهنگی هنری
- کانون قرآن و عترت
- کانون نسیم امید
- کانون همیاران سلامت
- کانون هلال احمر
- کانون هنرهای تجسمی طراحان جوان
- کانون خیریه ماه آبی
- انجمن ورزشی

## نشریات[۱۴]
- گاهنامه شکر پنبه
- گاهنامه مستقل رایا
- گاهنامه رویش (صاحب امتیاز: واحد خواهران بسیج)
- گاهنامه الگوریتم (صاحب امتیاز: انجمن علمی کامپیوتر)
- گاهنامه انعکاس (صاحب امتیاز: ریاست دانشگاه صنعتی قم)
- گاهنامه نیم نگاه
- گاهنامه صمیم (صاحب امتیاز: انجمن علمی صنایع)
- گاهنامه فیزیک و فناوری (صاحب امتیاز: انجمن علمی فیزیک مهندسی)
- ماهنامه فرصت (صاحب امتیاز: تشکل جامعه اسلامی)
- دو هفته‌نامه سحر (صاحب امتیاز :تشکل انجمن اسلامی)
- دو هفته‌نامه نافذ (صاحب امتیاز: واحد برادران بسیج)
- هفته‌نامه گفتمان حق (صاحب امتیاز: تشکل جامعه اسلامی)
- روزنامه راصد

## نگارخانه

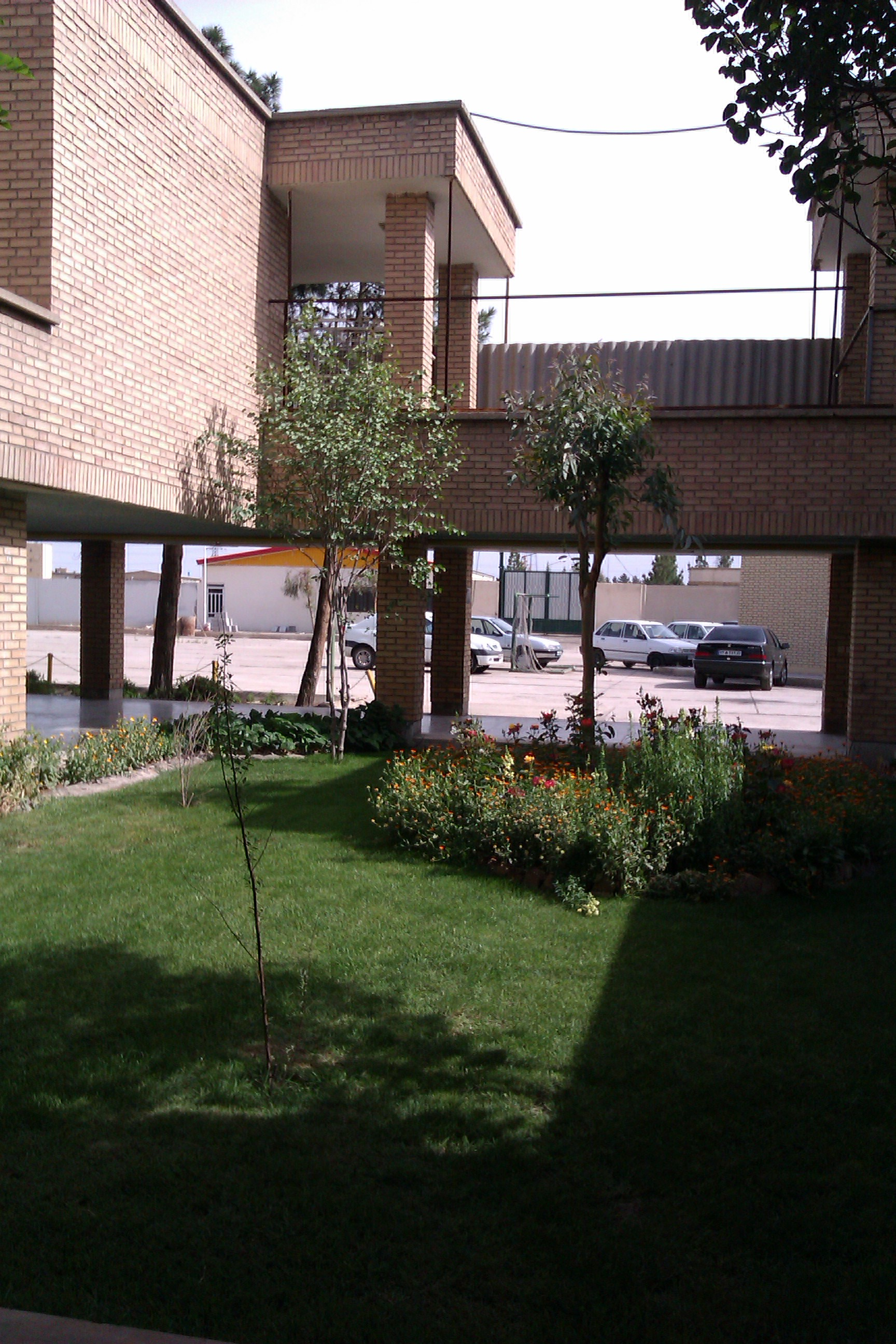
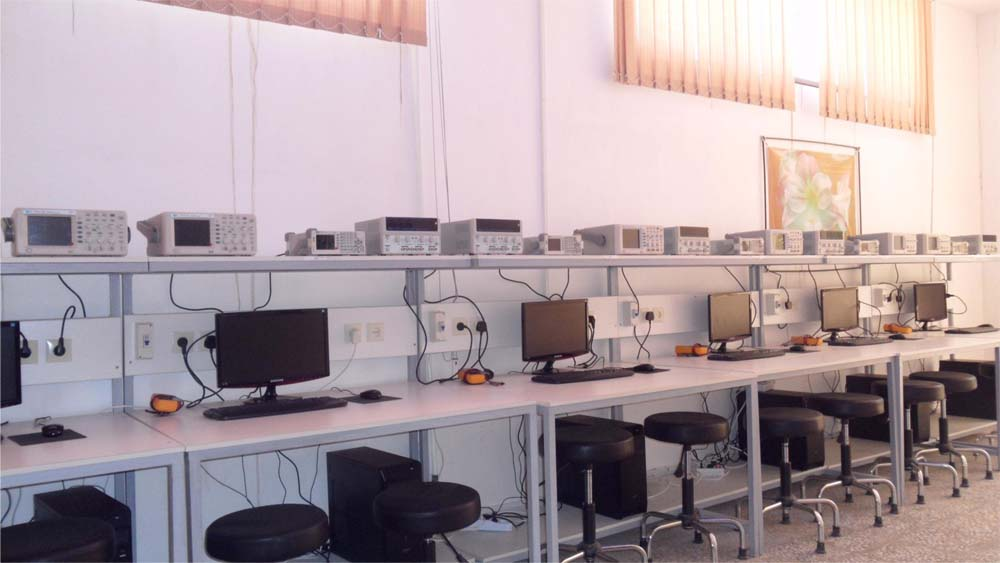
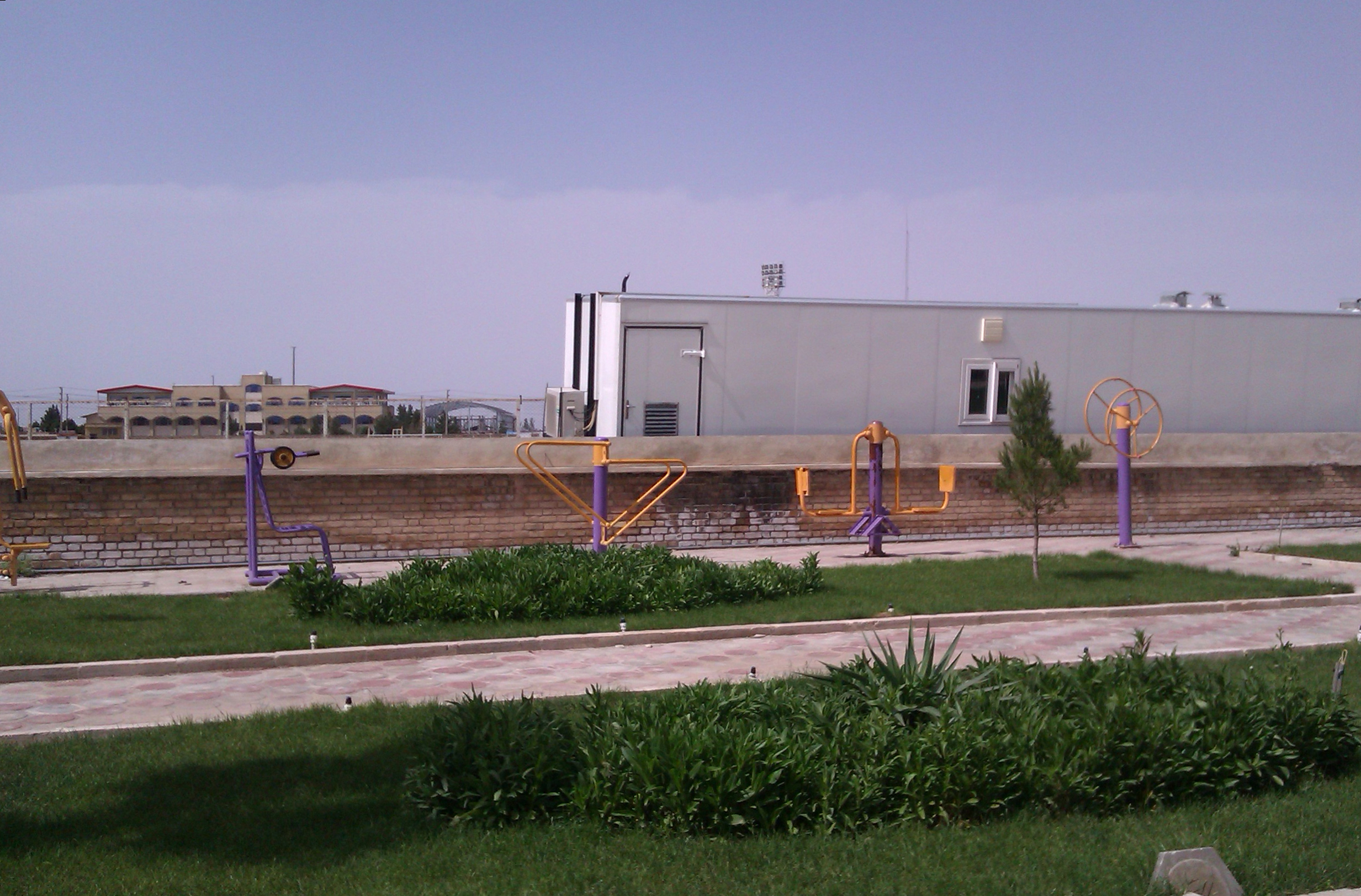
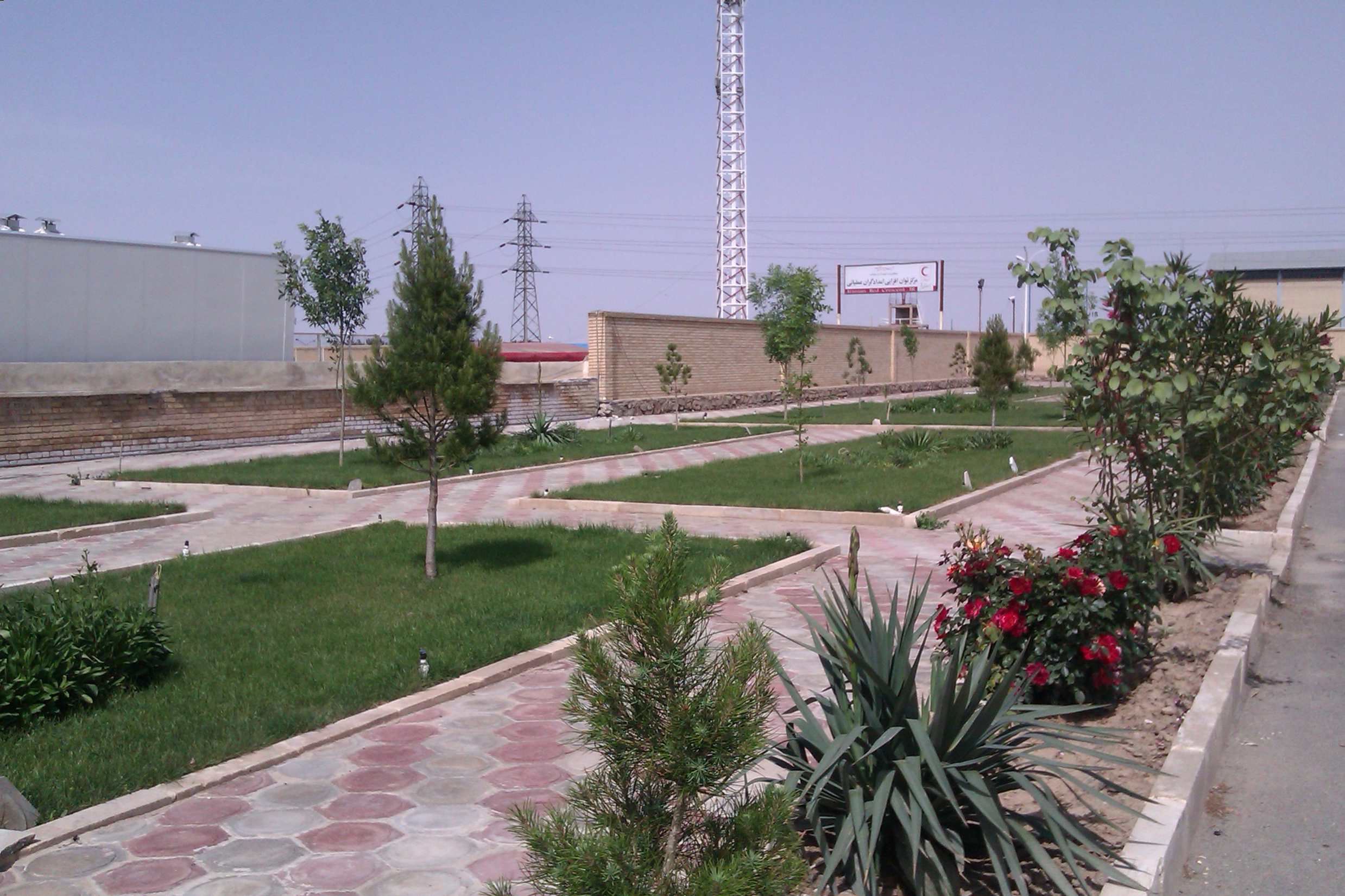
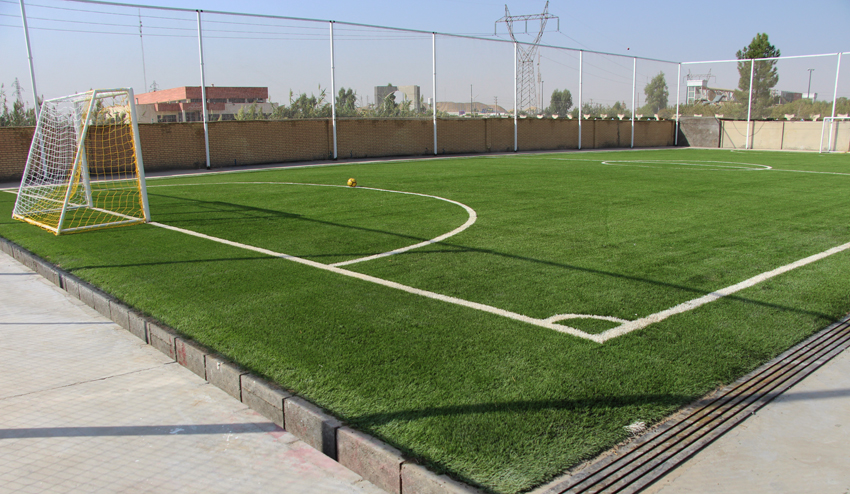
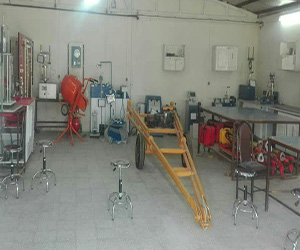
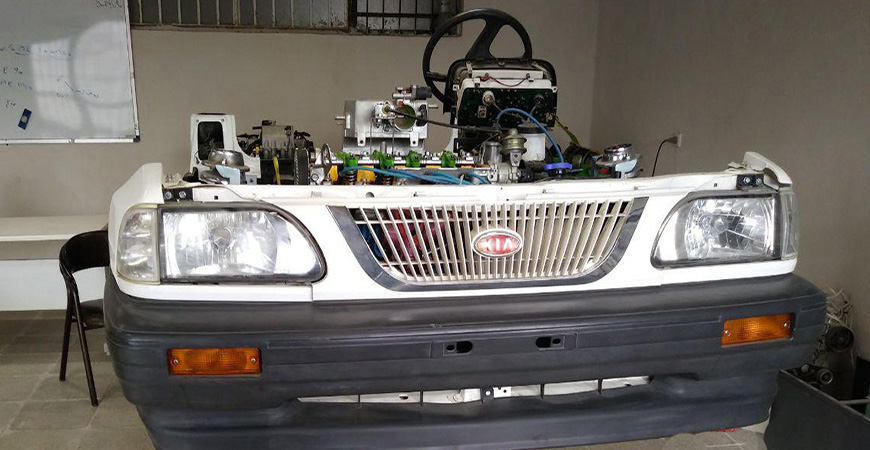
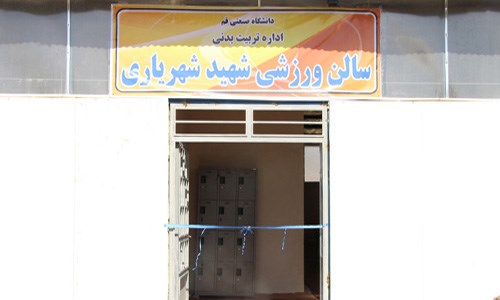
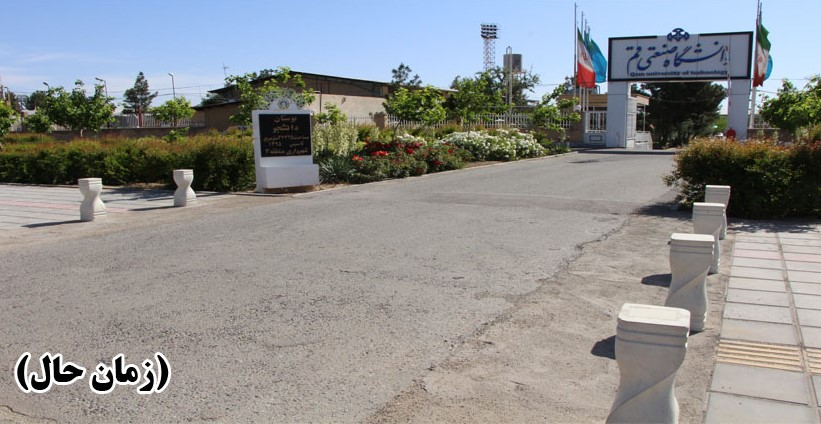
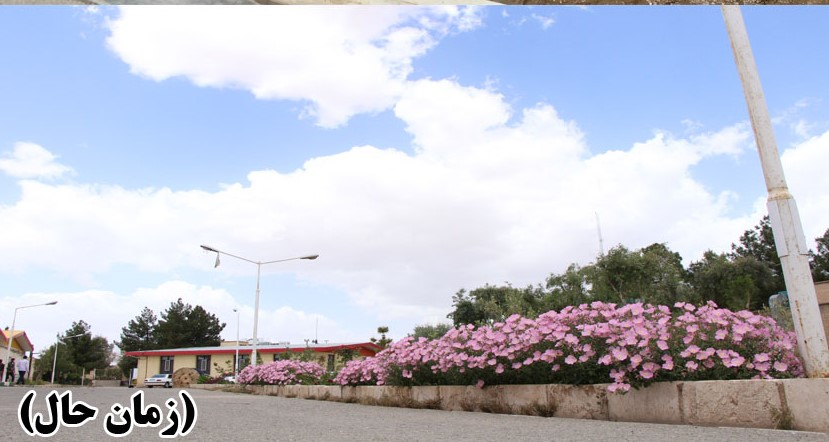
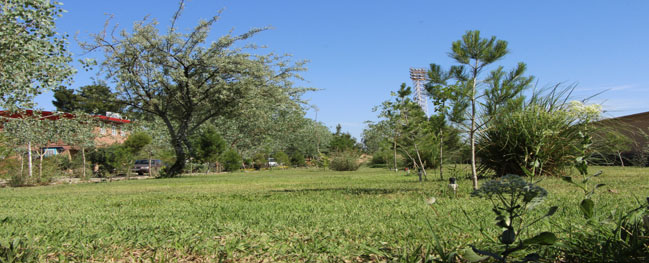
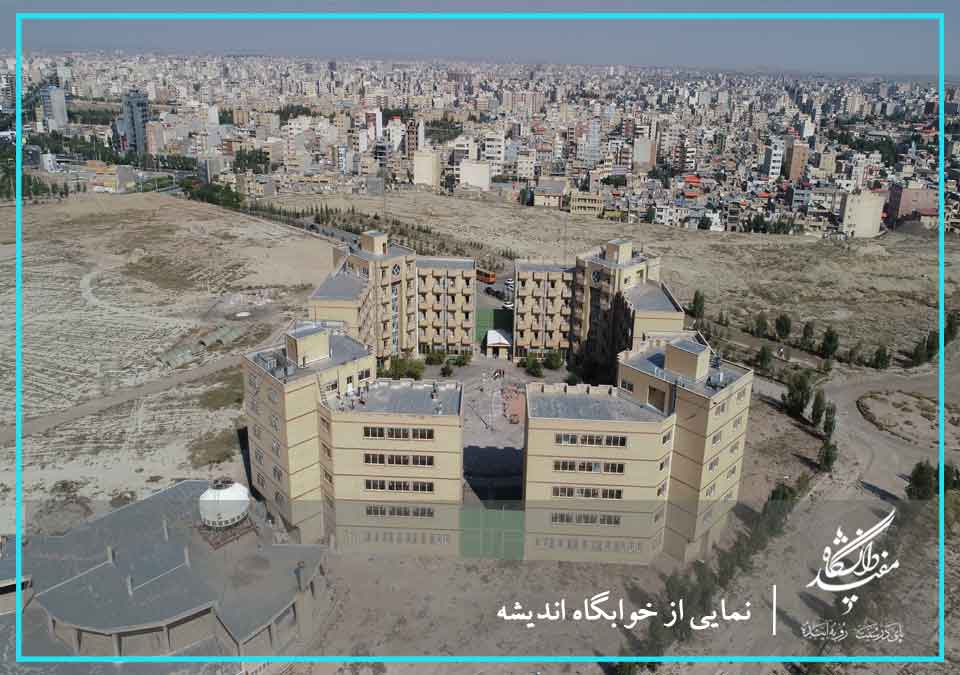